# Platythyrea prizo
Platythyrea prizo is een mierensoort uit de onderfamilie van de Ponerinae. De wetenschappelijke naam van de soort is voor het eerst geldig gepubliceerd in 1977 door Kugler, C..